# Jolanthe (Nevers)
Jolanthe von Châtillon (* um 1222; † 1254) war Gräfin von Nevers, Auxerre und Tonnerre. Sie war die Tochter von Guido I., Graf von Saint-Pol, und Agnes von Donzy, Gräfin von Nevers, Auxerre und Tonnerre.
Sie heiratete (der Ehevertrag stammt vom 30. Mai 1228) Archambault IX., Herr von Bourbon. Ihre Kinder waren:
- Mathilde II. (* wohl 1234; † 1262), 1257 Dame de Bourbon, Gräfin von Nevers, Auxerre und Tonnerre; ⚭ Februar 1248 Odo, Erbherzog von Burgund, 1257–1262 Graf von Nevers, Auxerre und Tonnerre, † 4. August 1266 in Akkon (Älteres Haus Burgund)
- Agnes (* wohl 1237, † 7. September 1288), 1249 Dame de Bourbon; ⚭ I. Februar 1248 Johann von Burgund, 1248 Herr von Bourbon, † 29. September 1268 (Älteres Haus Burgund); ⚭ II. 1277 Robert II., Graf von Artois, 1285–1289 Regent von Neapel, † 11. Juli 1302 in der Sporenschlacht (Haus Frankreich-Artois)

Archambault IX. nahm am Kreuzzug Ludwigs IX. gegen Ägypten (Sechster Kreuzzug) teil, der im August 1248 in Aigues-Mortes aufbrach, starb aber im Januar 1249 auf der Anreise in Zypern. Zuvor hatte er im Februar 1248 seine Töchter Mathilde und Agnes, in das ältere Haus Burgund verheiratet. Mathilde erhielt den Besitz in Burgund (Nevers, Auxerre, Tonnerre), auf den sie aber bis zum Tod ihrer Urgroßmutter Mathilde von Courtenay 1257 warten musste, und heiratete Odo, den Erbprinzen von Burgund. Agnes erhielt das Bourbonnais und heiratete Odos jüngeren Bruder Johann (der offenbar die Herrschaft im Bourbonnais schon im Jahr der Hochzeit und Archambaults Abreise zum Kreuzzug antreten konnte). Agnes’ Tochter aus ihrer ersten Ehe, Beatrix, brachte durch ihre eigene Ehe mit Robert von Clermont Bourbon an die Kapetinger: Beatrix und Robert sind die Stammeltern der Bourbonen.